# 真武汤
真武湯，出自《傷寒雜病論》，原名玄武湯。

## 主治
- 太陽病汗出，仍發熱，心下悸，頭眩，身瞤動。
- 少陰病，腹痛，四肢沉重疼痛。附加症狀者，有以下變方：[1]

| （原症狀）                                                     | 白朮二兩 | 茯苓三兩   | 生薑三兩   | 芍藥三兩   | 炮附子一枚   |            |              |            |
| 咳                                                             |          |            |            |            |              | 乾薑一兩加 | 五味子半升加 | 細辛一兩加 |
| 小便不利                                                       |          | 茯苓一兩加 |            |            |              |            |              |            |
| 下利                                                           |          |            |            | 芍藥三兩去 |              | 乾薑二兩加 |              |            |
| 嘔                                                             |          |            | 生薑半斤定 |            | 炮附子一枚去 |            |              |            |
| 「加」表示增加藥量，「藥量去」表示去除藥量，「定」表示固定藥量 |          |            |            |            |              |            |              |            |

## 附註
1. ↑  宋真宗時，為避諱，改玄武為真武，淺田惟常《傷寒論識》：「《宋史》云：‘真，宋大中祥符四年（1011年），诏天下避圣祖讳玄为元。寻以玄、元声相近，改玄为真，玄武为真武。’《宛委余篇》云：‘玄武，避宋宣祖讳，故名真武。’然则今名系宋臣所改，亦犹唐人避太祖讳白虎汤作白兽汤，非其旧矣。」，詳見「趙玄朗」。

## 外部連結
- 真武湯 中藥方劑圖像數據庫 (香港浸會大學中醫藥學院) （中文）（英文）